# Corné du Plessis
Corne Du Plessis (Sudáfrica, 20 de marzo de 1978) es un atleta sudafricano, especialista en la prueba de relevos 4 x 100 m, en la que llegó a ser campeón mundial en 2001.

## Carrera deportiva
En el Mundial de Edmonton 2001 ganó la medalla de oro en los relevos 4 x 100 metros, con un tiempo de 38.47 segundos que fue récord nacional de Sudáfrica, llegando por delante de los trinitenses y australianos, y siendo sus compañeros de equipo: Morne Nagel, Lee-Roy Newton y Mathew Quinn.